# Корени (ТВ серија)
Корени су српска драмска телевизијска серија по истоименом роману Добрице Ћосића и сценарију који је написао Ђорђе Милосављевић. Серија је емитована од 21. октобра до 23. децембра 2018. године на мрежи РТС 1. У главним улогама су Жарко Лаушевић, Слобода Мићаловић и Игор Ђорђевић.
Серија је наишла на универзално добре критике. Хваљени су режија, сценарио и веродостојни дијалози, тензија коју ликови стварају и напетост у заплету, затим музичка подлога. Највеће похвале добили су Жарко Лаушевић, Игор Ђорђевић и Слобода Мићаловић, а посебно су похваљени и Ненад Јездић и Дара Џокић.
United Media је 11. марта 2019. године најавила да је потписала уговор са продуцентом Корена за реализацију тетралогије Време смрти и трилогије Време зла са 45 епизода, које ће бити емитоване на каналу Нова С.

## Радња
Радња серије је смештена на крај 19. века у селу Прерово и прати животе Аћима Катића, једног од радикалских вођа тог времена и његових синова Вукашина и Ђорђа.
Вукашин је био на школовању неколико година у Француској и он се враћа кући код оца и брата Ђорђа да би им саопштио да се жени ћерком либерала Тошића, Аћимовог политичког непријатеља. Аћим га се одриче и прети да ће га избрисати из тестамента. Истовремено, Ђорђе и његова супруга Симка имају проблеме, јер ни после 15 година брака немају деце. Ђорђе се све чешће напија и у једном од тих пијанстава избацује Симку из куће. Аћим је очајан због свађе са сином, миљеником Вукашином, и што од беса, што од очаја решава да позове сељаке из свога села Прерова на буну. Пијани војници успевају да без велике муке угуше буну, убивши притом петорицу сељака.
Симки на ум пада спасоносна идеја — да затрудни са једним од Ђорђевих слуга. Убрзо после тога сазнајемо да је Симка трудна, а Ђорђе јој допушта да се врати кући, иако су и он и Аћим пуни сумњи око тога ко је отац детета. Симка рађа сина и беба добија име Адам. Како Адам брзо расте, све мање личи на оца Ђорђа који је изразито низак. Када је Адаму било 5 година, мајка Симка се разбољева и умире, а он једва преживљава. Овај догађај коначно наводи Аћима и Ђорђа да Адама прихвате као својега.

## Улоге
| Глумац                | Улога                |
| --------------------- | -------------------- |
| Жарко Лаушевић        | Аћим Катић           |
| Слобода Мићаловић     | Симка Катић          |
| Игор Ђорђевић         | Ђорђе Катић          |
| Ненад Јездић          | Тола Дачић           |
| Милош Самолов         | Рака Асанџија        |
| Дара Џокић            | Милунка              |
| Аница Добра           | Роза                 |
| Горан Шушљик          | Никола               |
| Богдан Диклић         | Тодор Тошић          |
| Радован Вујовић       | Вукашин Катић        |
| Небојша Дугалић       | Никола Пашић         |
| Бојан Жировић         | Мијат                |
| Мина Совтић           | Олга                 |
| Миона Марковић        | Зора                 |
| Радоје Чупић          | Андра                |
| Небојша Миловановић   | Капетан              |
| Милена Предић         | Ката                 |
| Дамјан Чорлука        | Адам                 |
| Предраг Котур         | Наредник             |
| Дубравка Ковјанић     | Анђа                 |
| Предраг Павловић      | Стева Чађевић        |
| Иван Ђорђевић         | Лука Дошљак          |
| Михајло Несторовић    | Чакаринац            |
| Виолета Пешић         | Була                 |
| Небојша Вранић        | Ика Кафеџија         |
| Александра Балмазовић | Живана               |
| Милица Јаневски       | Вишња                |
| Верољуб Јефтић        | Пандур 1             |
| Ненад Петровић        | Пандур 2             |
| Никола Ракић          | Калуђер              |
| Дејан Тончић          | Петар                |
| Владан Живковић       | Отац Методије        |
| Синиша Максимовић     | Василије             |
| Страхиња Бичанин      | Лазар Чађевић        |
| Марко Јеремић         | Кафеџија             |
| Тома Трифуновић       | Старији Преровац     |
| Драган Марјановић     | Официр               |
| Иван Видосављевић     | Млади Преровац       |
| Миодраг Пејковић      | Средњи Преровац      |
| Исидора Рајковић      | Чакаранчева жена     |
| Стефан Ђоковић        | Толин деда           |
| Милица Трифуновић     | Радмила              |
| Ивана Шћепановић      | Катина сестра        |
| Стефан Панић          | Рабаџија             |
| Милан Колак           | Војник               |
| Дејан Цицмиловић      | Председник скупштине |
| Матија Ристић         | старији војник       |
| Ивана Николић         | Љубица Чађевић       |
| Биљана Јоцић Савић    | Продавачица          |
| Александар Милеуснић  | Министар             |
| Милена Николић        | Николина жена        |
| Сања Матеић           | Преровка             |
| Иван Томић            | посланик             |
| Владимир Јоцовић      | посланик             |
| Марија Милићевић      | удовица              |
| Петар Милетић         | продавац             |
| Саша Пилиповић        | Газда                |
| Марија Миладиновић    | Цвета                |
| Душан Павићевић       | Стевин син           |
| Данило Вечански       | Вукашинов син        |
| Јана Божић            | Вукашинова кћи       |
| Андрија Јовановић     | Алекса               |
| Реља Карановић        | Вукашин 10           |
| Василије Милосављевић | Вукашин 6            |
| Алекса Божић          | Ђорђе 15             |
| Лука Марчета          | Ђорђе 11             |

## Епизоде
| Бр. у серији | Бр. у сезони | Назив          | Редитељ       | Сценариста         | Пpемијерно емитовање |
| --- | ------------ | -------------- | ------------- | ------------------ | -------------------- |
| 1 | 1            | „Епизода 1.1”  | Иван Живковић | Ђорђе Милосављевић | 21. октобар 2018.    |
| На Бадње вече 1892. Вукашин Катић долази у Прерово, први пут после повратка са правних студија у Паризу. Дочекује га отац Аћим, један од првака Радикалне странке, брат Ђорђе и његова жена Симка, који већ годинама без успеха покушавају да добију дете, због чега је Ђорђе огорчен на цео свет, па и на свог надничара Толу Дачића, чија је жена уочи празника облизнила синове. Вукашин признаје оцу да се без његовог знања верио са Олгом, ћерком Тодора Тошића, Аћимовог политичког противника из Либералне странке, што обнови старе и неразрешење породичне сукобе и размирице... |              |                |               |                    |                      |
| 2 | 2            | „Епизода 1.2”  | Иван Живковић | Ђорђе Милосављевић | 28. октобар 2018.    |
| Вукашин не успева да се измири са оцем, али ипак прихвата новац којим Аћим "исплаћује" његов део наследства и одлази за Београд. Аћим пак тражи од учитеља Андре да нађе и упозна Вукашинову будућу супругу. Ђорђе се плаши да би Аћим могао да се предомисли, па шири против брата гласине. Пошто безуспешно покуша да од Тола усвоји једног од тек рођених близанаца, и пошто му припрети Никола, Аћимов слуга који је тајно заљубљен у Симку - Ђорђе на наговор Симкине мајке Милунке одлучује да дарује оближњи манастир, верујући да ће уз благослов игумана Симка ипак затруднети. Учитељ Андра подноси Аћиму извештај из Београда... |              |                |               |                    |                      |
| 3 | 3            | „Епизода 1.3”  | Иван Живковић | Ђорђе Милосављевић | 4. новембар 2018.    |
| Симку пуштају да после исповести и молитви преноћи у манастиру, што би требало да јој помогне да добије дете. У Прерову осване летак којим се Аћим прозива због везе свог сина Вукашина са ћерком либерала Тодора Тошића. По Аћимовом налогу, Никола сазнаје да је летак раширио преровски кафеџија Левић, а штампао трговац из Паланке Чакаранац. Док у Београду Вукашин са својим будућим тастом Тошићем одлучује да игнорише летак, Аћим одлази у Паланку да се суочи са Чакаранцем, али се из Паланке враћа бесан, тражећи од Николе да освети увреду коју му је Чакаранац упутио... |              |                |               |                    |                      |
| 4 | 4            | „Епизода 1.4”  | Иван Живковић | Ђорђе Милосављевић | 11. новембар 2018.   |
| Кад Никола одбије да убије Чакаранца, Аћим прети да ће га отерати из куће и тиме одвојити од Симке. Никола одлази за Паланку, одлучивши да ипак испуни Аћимов налог. Ђорђе је разочаран јер Симка није затруднела, па истерује из куће Симкину мајку Милунку и одлази да се препусти пијанству. Срески капетан долази у Прерово код кафеџије Левића, тражећи од њега да преузме управљање преровском општином. Аћимов надничар Тола Дачић предводи сељаке у нападу на Левићеву кафану, коју срески капетан напушта у бекству... |              |                |               |                    |                      |
| 5 | 5            | „Епизода 1.5”  | Иван Живковић | Ђорђе Милосављевић | 18. новембар 2018.   |
| Ђорђе мамуран стиже из Паланке и у близини Прерова среће војску која је кренула на село. Аћим позива сељаке да одбране своју општину. Симка на тавану штале сакрива Ђорђа, док војска напада Прерово и уз многе жртве хапси Аћима и Толу Дачића. Никола зауставља војнике који су кренули да запале куће Катића, али га они без милости премлате. Гоњен грижом савести због сопственог кукавичлука, Ђорђе и Симку истерује из куће и одлази за Београд... |              |                |               |                    |                      |
| 6 | 6            | „Епизода 1.6”  | Иван Живковић | Ђорђе Милосављевић | 25. новембар 2018.   |
| У затвору у Паланци, срески капетан суочава Аћима са оптужбом за Чакаранчево убиство. Док Ђорђе у једној београдској кафани почиње везу са младом слушкињом Зором, Вукашин долази у Прерову да би, уз подршку министра који је пријатељ његовог таста Тодора Тошића, извукао Аћима из затвора. Симка је напустила кућу Катића и као нежељени гост живи у кући свог брата. Из затвора пуштају и Аћима и све ухапшене Преровце. На наговор мајке, али и уз помоћ Николе, Симка од Аћима добија дозволу да се врати у кућу Катића, решена да се ту избори за своје место... |              |                |               |                    |                      |
| 7 | 7            | „Епизода 1.7”  | Иван Живковић | Ђорђе Милосављевић | 2. децембар 2018.    |
| Пошто Зора у међувремену није затруднела, Ђорђе нуди новац за удовицу са децом, која ће и њему родити наследника. Ипак се поражен враћа у Прерово, док Вукашин обећава свом тасту Тошићу да ће се одужити министру који му је помогао у ослобађању Аћима из затвора. Ђорђе по повратку наставља да кињи Симку, коју мајка саветују да Ђорђа превари и тако затрудни. И сам Ђорђе уснулој Симки у пијанству предлаже исто, да би је мало касније пробудио и повукао речи за које мисли да их она није ни чула. Kад надничари дођу у кућу Катића на ручак, Симка одлази до Толе који пласти сено и са њим превари Ђорђа. Неколико месеци касније, Аћим из новина сазнаје да Вукашин улази у српски парламент на страни његових политичких непријатеља, док му Симка саопштава да је коначно затруднела... |              |                |               |                    |                      |
| 8 | 8            | „Епизода 1.8”  | Иван Живковић | Ђорђе Милосављевић | 9. децембар 2018.    |
| Ђорђе из Крагујевца доводи најскупљу бабицу у Србији, која треба да помогну при Симкином порођају. Истовремено, купује нож, којим намерава да пресуди и Симки и детету, уколико сазна да оно није његово. Симка, након веома тешког порођаја, рађа здравог дечака, којег Аћим крсти именом свог политичког ментора, Адама Петронијевића... |              |                |               |                    |                      |
| 9 | 9            | „Епизода 1.9”  | Иван Живковић | Ђорђе Милосављевић | 16. децембар 2018.   |
| Аћим се у српској скупштини суочава са Вукашином, који заступа интересе Аћимових политичких непријатеља. Кад сазна да је Вукашин са Олгом Тошић добио децу, одлази да их кришом види. Са Адамом не жели да се зближи, јер га види као уљеза у кућу Катића - дечака својим сумњама прогони и Ђорђе. До Прерова стижу гласине о смртоносној грозници која се шири земљом. Како је покушан атентат на краља Милана, жандарми једне ноћи долазе да ухапсе Аћима и Ђорђа. Заједно са осталим радикалима њих двојица су поново у затвору. У дворишту затвора почињу да се подижу вешала... |              |                |               |                    |                      |
| 10 | 10           | „Епизода 1.10” | Иван Живковић | Ђорђе Милосављевић | 23. децембар 2018.   |
| Аћим, Ђорђе, учитељ Андра и многи други радикали из Прерова и Паланке чекају вешање због веза Радикалне стране са Ивањданским атентатом на краља Милана. Ипак, сви који краља моле за милост редом бивају ослобођени, те у ћелији Аћим на крају остаје сам. Ђорђе код куће сазнаје да су се Адам и Симка разболели од смртоносне грознице. Док Ђорђе и Тола заједнички брину о Адаму, Никола негује Симку. И Аћима ослобађају из затвора, пошто је и Никола Пашић затражио од краља милост. Симка умире на Николиним рукама, сачувавши тајну Адамовог порекла. Вративши се кући, Аћим одлучује да преузме бригу о Адаму, као о свом унуку... |              |                |               |                    |                      |

## Продукција
Серија је снимана од октобра 2017. до јануара 2018. године у селима Горњи Рачник и Багрдан код Јагодине. У Горњем Рачнику серија је снимана у Чатмари старој 134. године.
Претпремијера серије је обављена на фестивалу филмског сценарија у Врњачкој Бањи и Филмским сусретима у Нишу.